# 방쿤티안

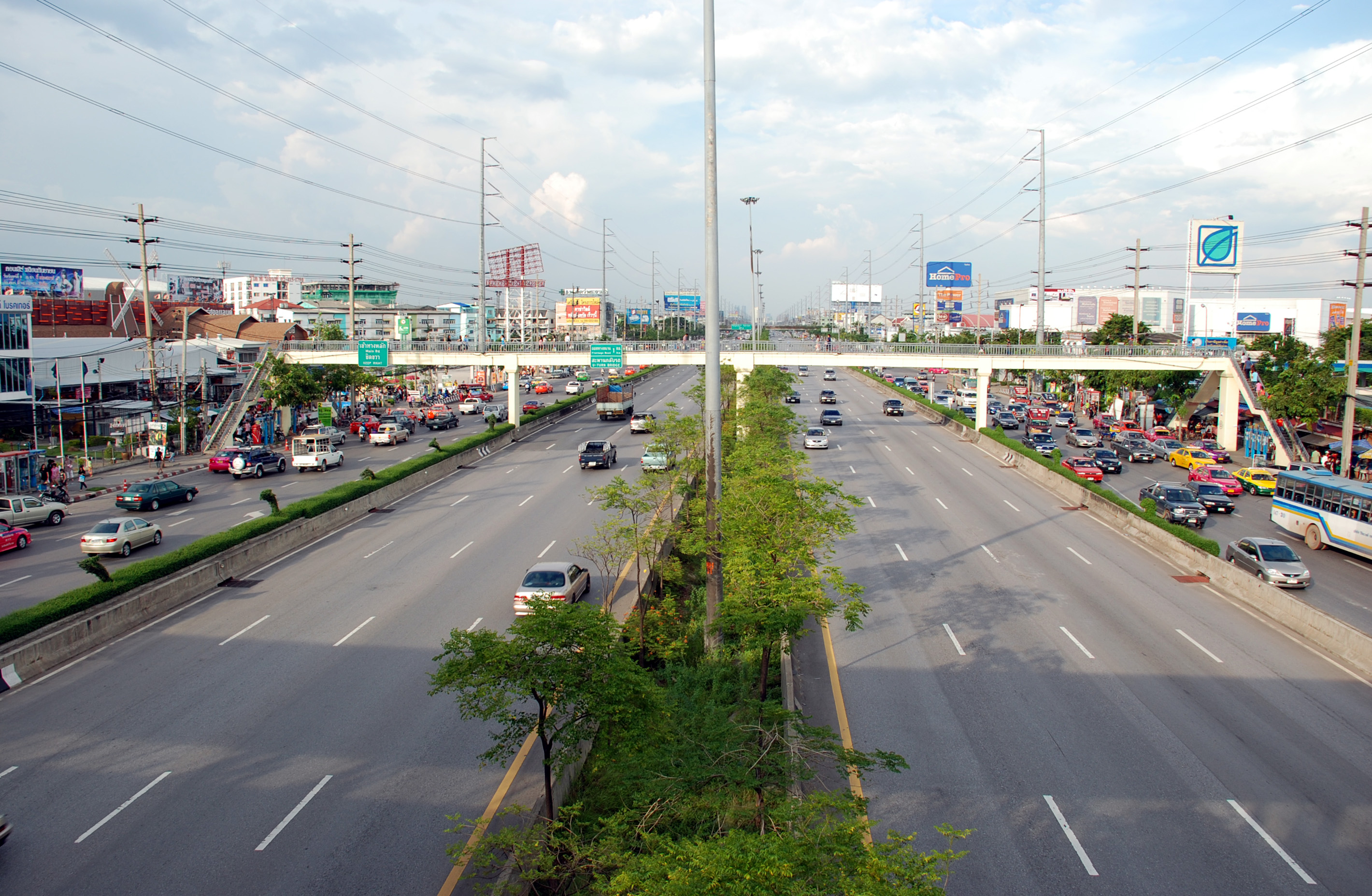

방쿤티안은 방콕의 행정 구역이다. 이 지역의 총 인구 수는 2017년 기준으로 182235명이다. 인구 밀도는 1,509.98km2이다.

## 행정 구역
| 1. | Tha Kham  | ท่าข้าม |
| 2. | Samae Dam | แสมดำ |

## 경제
방쿤티안, 특히 타캄 지역은 주로 새우를 비롯한 수산양식의 중심지이다. 타캄 주민의 대부분(70~80%)은 양식업 농민이며 양식업은 지역 토지 면적의 대부분을 차지한다. 1952년 이후 해안선이 1km 이상 후퇴했으며, 2009년 이후 폐수 오염으로 인해 경작에 부정적인 영향을 미치고 농민 소득이 30~90% 감소했다.